# La batalla de la vida

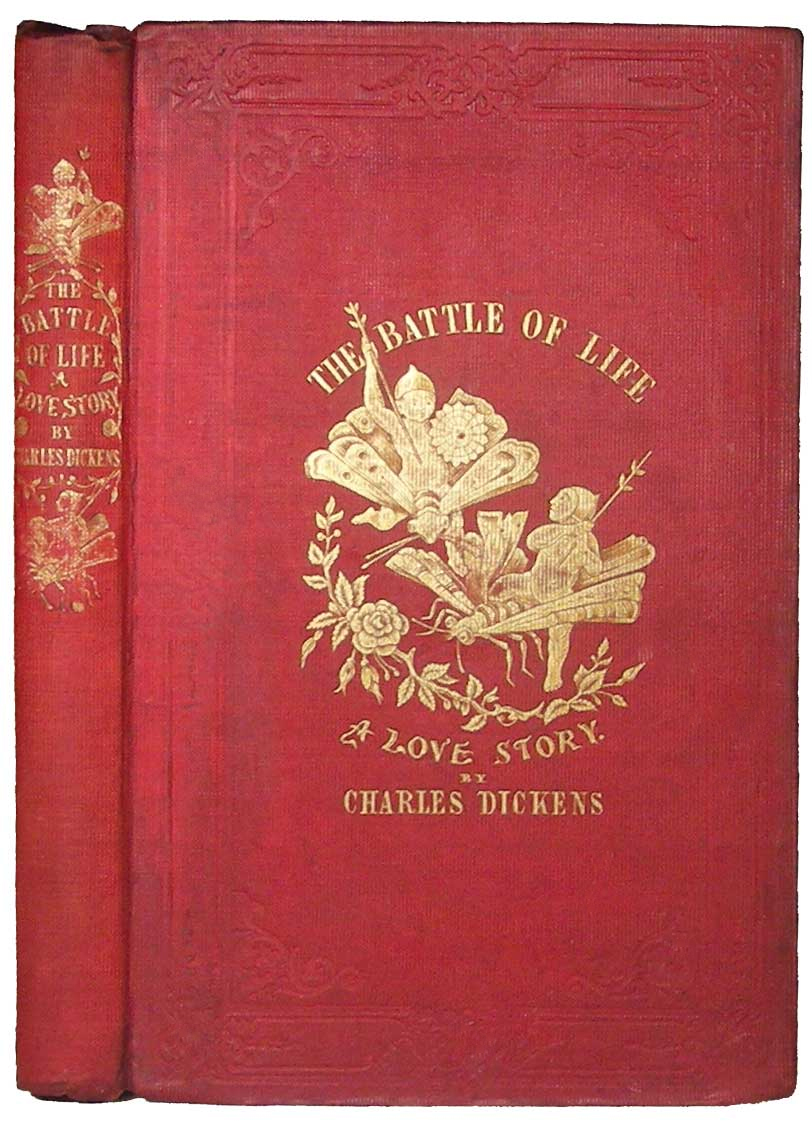
Portada de la primera edición de La batalla de la vida (1846)

La batalla de la vida  («The Battle of Life: A Love Story») es una novela corta de Charles Dickens. Es el cuarto de sus cinco libros navideños, y fue publicada después de El grillo del hogar y antes de El hechizado.
La historia se desarrolla en un pueblo situado en el lugar de una batalla histórica. Algunos personajes se refieren a esta batalla como metáfora de los esfuerzos de la vida, de ahí el título.
Esta novela es la única de los cinco libros navideños que no contiene elementos sobrenaturales o explícitamente religiosos (una de las escenas tiene lugar en Navidad, pero no es la escena final). La historia tiene cierto parecido a la de El grillo del hogar en dos aspectos: está ambientada fuera de un entorno urbano y se resuelve con un giro romántico. Es una novela menos social que la anterior, y como suele suceder en las obras de Dickens, tiene un final feliz.
Es uno de los trabajos menos conocidos de Dickens y nunca ha alcanzado una gran popularidad, característica que entre los libros navideños comparte con El hechizado.

## Argumento
Dos hermanas, Grace y Marion, viven felices en un pueblecito inglés con sus dos sirvientes, Clemency Newcome y Ben Britain, y su padre viudo, el bonachón Dr. Jeddler, cuya filosofía consiste en enfrentarse a la vida como si fuera una farsa. Marion, la hermana menor, está comprometida con Alfred Hearthfield, asistente de Jeddler, que está a punto de abandonar el pueblo para completar sus estudios. Alfred confía a Marion a los cuidados de Grace, y promete volver por ella.
Los abogados Snitchey y Craggs creen que Michael Warden, un libertino que pronto va a marcharse del país, piensa seducir a la más joven para que huya con él. Una noche, Clemency espía el encuentro clandestino de Marion con Warden. El día que Alfred debe regresar, se descubre que Marion ha huido, y este hecho causa una enorme pena a su padre y hermana.
Pasan seis años. Clemency se ha casado con Britain y los dos han puesto una taberna en el pueblo. Grace y Afred se casan después de que la joven le ayude a superar su desengaño amoroso, y tienen una hija llamada también Marion. En el cumpleaños de la niña, Grace comenta a Alfred que Marion ha prometido explicar su supuesta «huida» en persona. De hecho, Marion se presenta al anochecer y explica su desaparición a todos los afectados: en realidad no huyó, sino que ha estado viviendo en casa de su tía Martha con la intención de permitir que Alfred se enamorara de Grace. Emocionados, todos la perdonan. También vuelve Warden, y después de conseguir el perdón del Dr. Jaddle, se casa con Marion.